# Didia (grand prêtre de Ptah)
Pour les articles homonymes, voir Didia.
Didia est un grand prêtre de Ptah à Memphis sous Ramsès II (XIXe dynastie).
Fils de Pahemnetjer, il lui succède dans cette charge en l'an 35 de Ramsès II pour une dizaine d'années. 

## Généalogie
Didia est admis pour être le fils de  Pahemnetjer, grand prêtre de Ptah de Memphis, sur la foi d'une stèle réunissant plusieurs personnages parmi lesquels figure également Rahotep, qui serait donc son frère.
Bien que cette stèle ne précise pas explicitement les liens entre les personnages, cette interprétation est basée sur le fait que la stèle en question paraît bien être un monument familial. 
Il reste que si Rahotep sur d'autres monuments précise sa filiation, on ne possède pas de tels monuments jusqu'à présent pour Didia. 

## Carrière
Didia serait devenu grand prêtre de Ptah à la suite de son père présumé Pahemnetjer dans la seconde partie du règne de Ramsès II.
Le fait que peu de documents aient été retrouvés au nom de Didia ne nous donne que de maigres informations concernant sa carrière au service du temple de Ptah de Memphis.
De ses titres nous ne connaissons que ceux de grand chef des artisans et de prêtre sem, deux fonctions rattachées directement à son rang de premier pontife du dieu Ptah.

## Sépulture
Bien qu'on ait perdu l'emplacement exact de son tombeau, il faut probablement rechercher sa trace dans la nécropole du Nouvel Empire de Saqqarah. 
En effet, un certain nombre d'éléments en provenant assurément sont apparus dans les collections égyptologiques qui se constituaient alors au XIXe siècle ou sur le marché des antiquités de cette même époque. Or, c'est à cette période qu'un grand nombre de pièces provenant de tombeaux appartenant à d'autres grands prêtres de Ptah sont aussi apparues et sont depuis conservées dans différentes grandes collections égyptologiques du monde.
En ce qui concerne Didia, deux de ses vases canopes ont été ainsi acquis par le collectionneur Jean-Baptiste de Bourguignon de Fabregoule qui en fit don à la ville d'Aix-en-Provence, où ils sont exposés. Il s'agit de deux vases en albâtre qui étaient sous la protection du dieu Hâpi pour l'un et Amset pour l'autre.
Un double étui à khôl ou à calames est également apparu sur le marché à la fin du XIXe siècle lors de la vente de la collection de Carl Heinrich Hoffmann. Cet objet en terre cuite émaillée bleue était certainement un objet votif destiné à accompagner le grand prêtre dans sa vie éternelle. Didia y cite ses deux principaux titres et est qualifié de juste de voix, l'équivalent de l'expression décédé.